# Eragrostis homblei
Eragrostis homblei là một loài thực vật có hoa trong họ Hòa thảo. Loài này được De Wild. mô tả khoa học đầu tiên năm 1919.